# Joe Kelly (Comicautor)

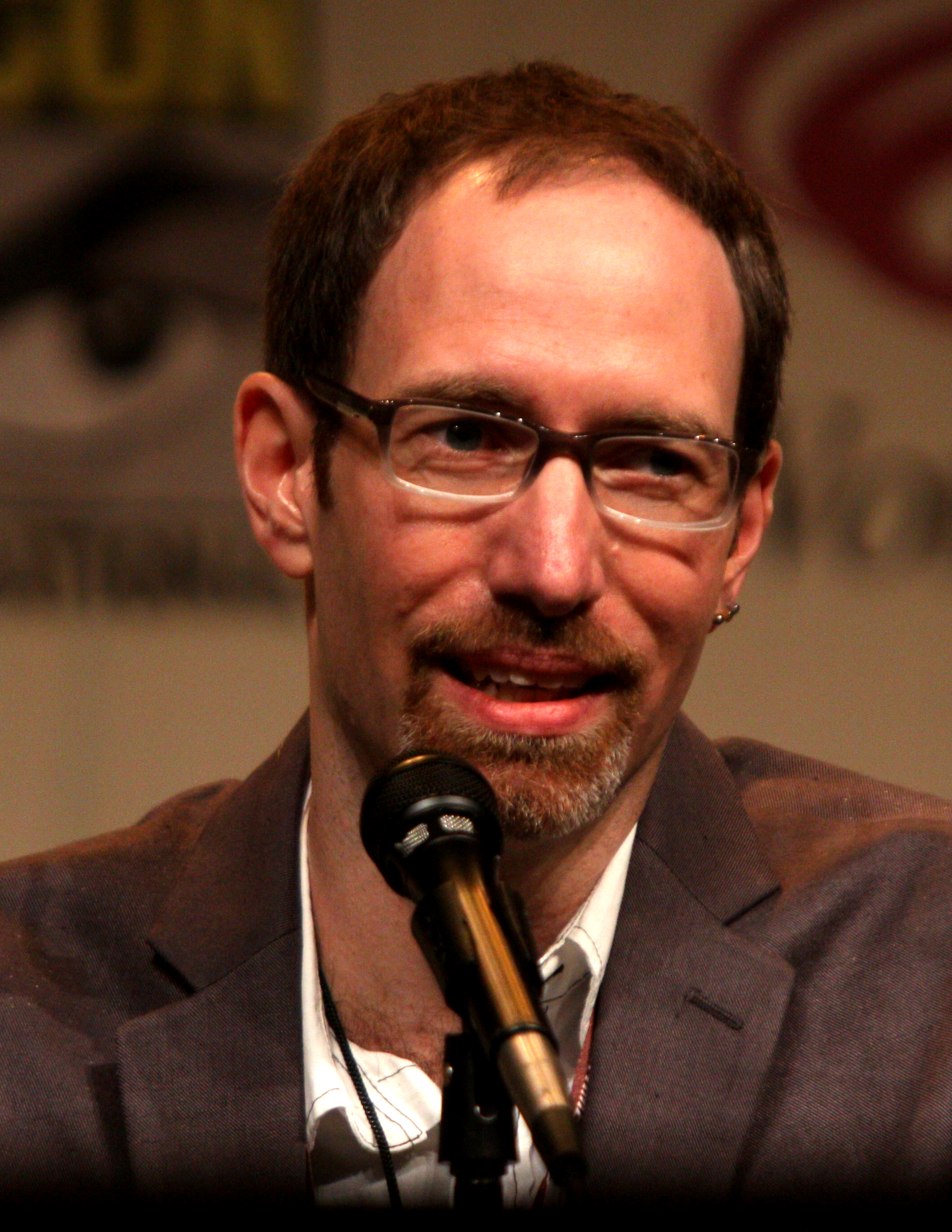
Joe Kelly 2012

Joseph „Joe“ Kelly ist ein US-amerikanischer Comicautor.

## Leben und Arbeit
Kelly begann 1996 noch während seines Studiums an der New York University als hauptberuflicher Comicautor zu arbeiten, nachdem er erfolgreich an dem vom Marvel Verlag initiierten Schreibwettbewerb „Stan-hattan Project“ teilgenommen hatte. Seine erste veröffentlichte Arbeit erschien in der Folge in den Ausgaben 1–8 der Science-Fiction-Reihe 2099: World of Tomorrow.
1997 übernahm Kelly sein erstes Engagement als fester Schreiber einer fortlaufenden Comicserie: Gemeinsam mit Zeichner Ed McGuinness und anderen Künstlern gestaltete Kelly den Superhelden-Titel Deadpool knapp drei Jahre lang, bis zur Ausgabe #33 von 1999. Zur gleichen Zeit schrieb Kelly von 1997 bis 1998/1999 Geschichten für die Marvel-Serien Daredevil (#365–375) und X-Men (#70–85), wobei ihm Gene Colan beziehungsweise Carlos Pacheco als Zeichner zur Seite gestellt wurden.
1999 wechselte Kelly zu Marvels Konkurrenzverlag DC-Comics, für den er die traditionsreiche Serie Action Comics übernahm, die Abenteuer des ikonenhaften Superhelden Superman zum Inhalt hat. Kelly schrieb fünf Jahre lang, bis 2004, für Action Comics als Autor der Ausgaben #760 bis 813. Parallel dazu übernahm er außerdem Autorenjobs für die Superman-Spin-off-Serie Superboy (#83–93) sowie für die Serie JLA (#61–93, 100), die die Heldentaten eines ganzen Teams von Superhelden zum Inhalt hat. Während Kellys Arbeiten an Superman und Superboy zum größten Teil von Pasqual Ferry ins Bild gesetzt wurden, wurden seine Geschichten für JLA von Doug Mahnke visualisiert. Es folgten 2004 bis 2005 die zwölfteilige Maxiserie Justice League Elite und 2006 bis 2007 ein Run an Supergirl (#7–19), einem weiteren Superman-Spin-off.
Gemeinsam mit den Künstlern Brent Anderson und Bill Sienkiewicz legte Kelly darüber hinaus 2002 den graphischen Roman Green Lantern: Legacy - The Last Will & Testament of Hal Jordan vor. Jüngere Projekte waren die Serie Space Ghost und eine Miniserie über den Abenteurer Johnny Quest.
Als unabhängiger Autor hat Kelly die Reihen Steampunk (erschienen in Wildstorms Cliffhanger Imprint) und M. REX (erschienen bei Avalon Studios) sowie den One-Shot Ballast (erschienen bei Active Images) entwickelt.
Mit seinen Freunden Joe Casey, Duncan Rouleau und Steven T. Seagle hat Kelly zudem die Zeichentrickserie Ben 10 entwickelt, die gegenwärtig von der amerikanischen Sendeanstalt Cartoon Network ausgestrahlt wird.

### Interviews
- The Trades: Joey Kelly - More Powerful Than A Steaming Locomotive (Memento vom 15. Mai 2013 im Internet Archive)
- Slushfactory.com Joey Kelly Responds To JLA Critics
- Heroes Wiki: Joey Kelly on his involvement in the Heroes graphic novels

| Personendaten    | Personendaten                |
| ---------------- | ---------------------------- |
| NAME             | Kelly, Joe                   |
| ALTERNATIVNAMEN  | Kelly, Joseph                |
| KURZBESCHREIBUNG | US-amerikanischer Comicautor |
| GEBURTSDATUM     | 20. Jahrhundert              |